# Anta da Candieira
Die Anta da Candieira (auch Anta Herdade da Candieira) ist eine Megalithanlage rechts der Straße zwischen Redondo und Estremoz im Distrikt Évora des Alentejo kurz vor der Brücke über die Ribeira da Candieira (Fluss) beim Dorf Aldeia da Serra in Portugal. Anta ist die portugiesische Bezeichnung für etwa 5000 Megalithanlagen oder Dolmen, die während des Neolithikums im Westen der Iberischen Halbinsel von den Nachfolgern der Cardial- oder Impressokultur errichtet wurden.
Die über 5.000 Jahre alte Anta besteht aus dem Deckstein und sieben Tragsteinen. An ihrem durch den Stirnstein gebrochenen wappenförmigem Loch von 19 × 16 cm, das im Volksmund Buraco da Alma ("Seelenloch") genannt wird, ist die aus Schiefer errichtete Anta auch auf alten Darstellungen zu identifizieren. Der Durchbruch ist mit Metallgerät erzeugt und stammt nicht aus der Errichtungszeit des Grabes. Die Beobachtung von Mörtel im Zugangsbereich der Kammer hat zu der Annahme geführt, dass die Anta im Mittelalter als Eremitage gedient hat. In der Serra de Ossa sind Eremiten in schriftlichen Quellen zahlreich bezeugt.
In der Nähe liegt die Gruta do Escoural.